# Juan Pablo Rodríguez Frade
Juan Pablo Rodríguez Frade (n. Madrid, 1957) es un arquitecto español. En 2005 constituye el Estudio de Arquitectura Frade Arquitectos, S.L.

## Biografía

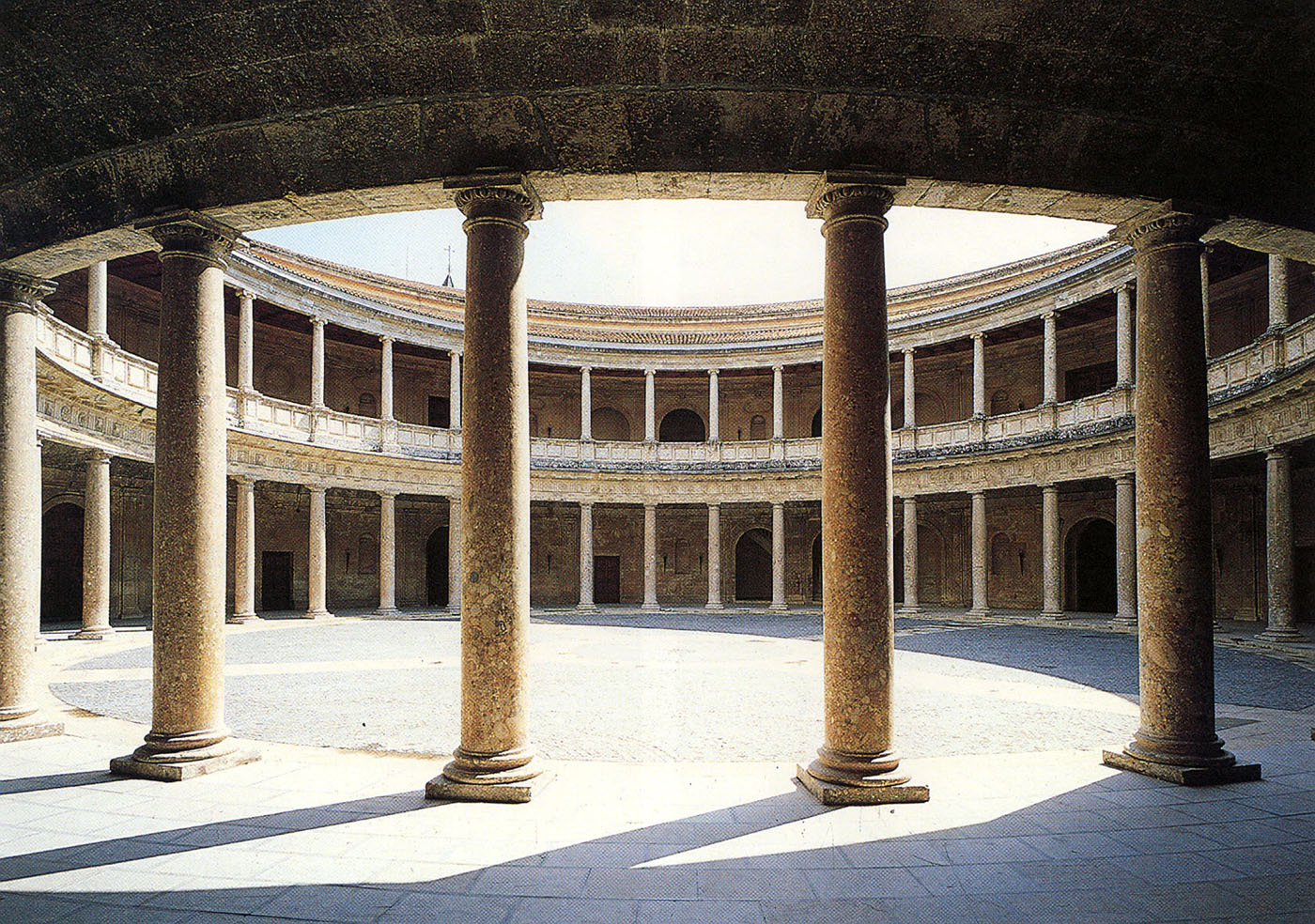
Rehabilitación del Palacio de Carlos V, Alhambra de Granada

Juan Pablo Rodríguez Frade nace en 1957 en Madrid, y obtiene en 1983 el título de arquitecto en la Escuela Técnica Superior de Arquitectura de Madrid.
Muchas de sus obras han sido expuestas en exposiciones colectivas nacionales e internacionales, y publicadas en revistas y anuarios especializados en arquitectura.
Ha impartido conferencias acerca de sus obras y participado en debates en relación con la museografía y la rehabilitación del patrimonio en diversas ciudades españolas y del extranjero, realizando más de 200 exposiciones en los cinco continentes, citando entre otros los siguientes países: España, Francia, Alemania, Italia, Polonia, Méjico, Turquía, Ecuador, Filipinas, Panamá, Kazajistán, Corea del Norte y Australia.
Juan Pablo Rodríguez Frade obtuvo el Premio Nacional de Restauración y Conservación de Bienes Culturales 1995 por su trabajo de rehabilitación del Palacio de Carlos V, en la Alhambra granadina.
En el año 2014 obtuvo el Premio COAM por la rehabilitación y museografía del Museo Arqueológico Nacional.
Es autor de "Manual de Museografía" (Editorial Almuzara, 2019).
En 2019 le ha sido concedida la Cruz Distinguida de 1ª Clase de la Orden de San Raimundo de Peñafort.

## Proyectos destacados

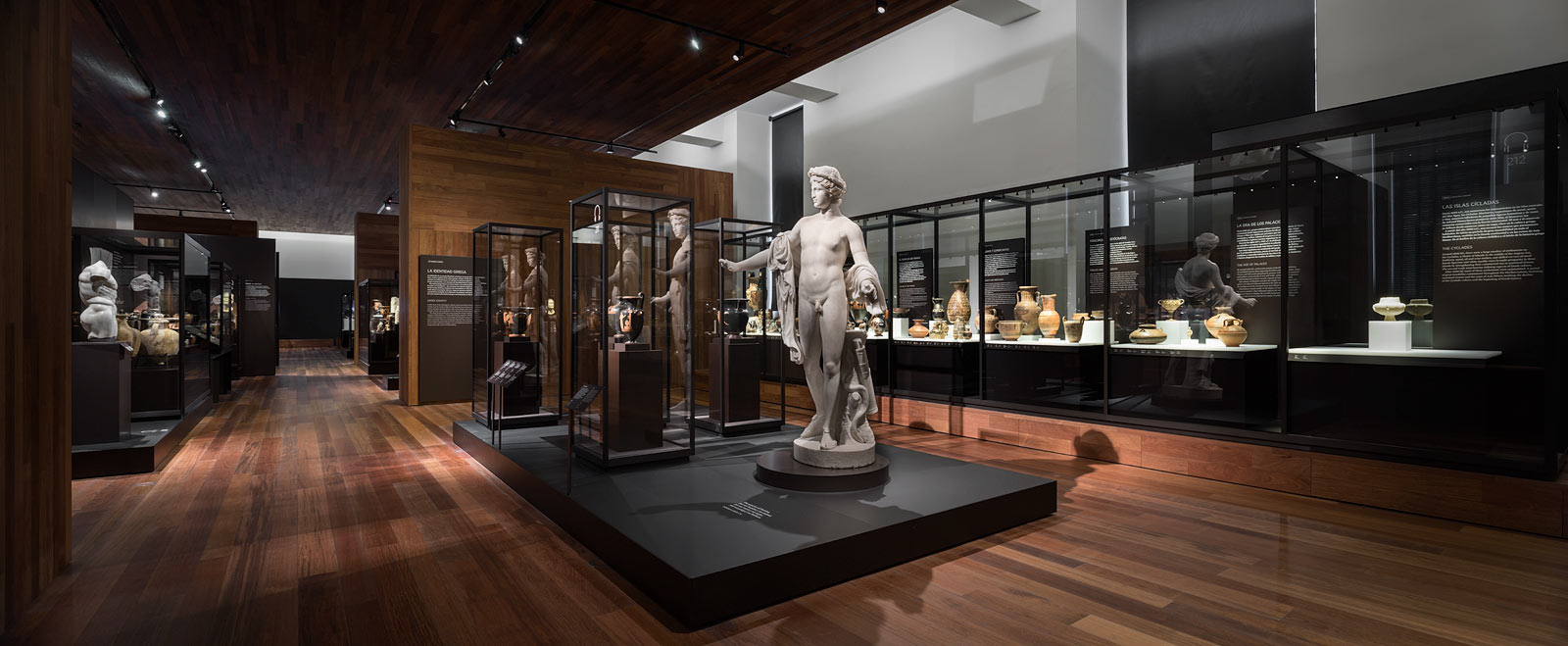
Rehabilitación del Museo Arqueológico de Madrid

- Pabellón de España  para la Expo Internacional de Astaná, 2017, Kazajistán.
- Centre Pompidou de Málaga, 2017. Museografía. Ganador de Concurso Público.[7]
- Museo de la Real Maestranza de Caballería de Ronda
- Museo de Málaga, 2016. Museografía. Ganador de Concurso Público.
- Ampliación del Museo de Arte Abstracto Español de Cuenca, 2016.[8][9]
- Museo Arqueológico Nacional. 2014. Remodelación y museografía. Ganador de Concurso Público. Premio COAM 2014.
- Museo de Historia de Madrid, Remodelación y museografía, 2014.
- Museo San Telmo. San Sebastián. Museografía. Mención especial Museo europeo del año 2013.
- Museo de Madinat Al-Zahra en Córdoba. Museografía. Premio Museo Europeo del Año 2012.[10]
- Pabellón de España en la Exposición Internacional 2012 de Yeosu, Corea del Sur.
- Fundación Museo Cristino de Vera en Tenerife, 2009.
- Museo de Segovia, 2006.
- Museo de la Alhambra, 1994.
- Museo Sefardí de Toledo. Premio Real Fundación Toledo, 1994.

## Premios y reconocimientos
PREMIO NACIONAL DE RESTAURACIÓN Y CONSERVACIÓN DE BIENES CULTURALES, 1995.
Rehabilitación del Palacio de Carlos V como Museo de la Alhambra.
La Alhambra. Granada.
PREMIO COAM, 2014.
Rehabilitación y Museografía del Museo Arqueológico Nacional.